# Mecze reprezentacji Polski w koszykówce kobiet prowadzonej przez Krzysztofa Koziorowicza
Zestawienie meczów reprezentacji Polski w koszykówce kobiet prowadzonej przez Krzysztofa Koziorowicza:

## Oficjalne mecze międzypaństwowe
| Nr  | Przeciwnik           | Miejsce              | Data             | Impreza                      | Wynik (Polska-przeciwnik) | Raport |
| --- | -------------------- | -------------------- | ---------------- | ---------------------------- | ------------------------- | ------ |
| 1.  | Estonia              | Krosno               | 21 lipca 2006    | mecz towarzyski              | 92:27                     |        |
| 2.  | Estonia              | Krosno               | 22 lipca 2006    | mecz towarzyski              | 75:67                     |        |
| 3.  | Estonia              | Krosno               | 23 lipca 2006    | mecz towarzyski              | 89:60                     |        |
| 4.  | Ukraina              | Kowno                | 30 lipca 2006    | turniej międzynarodowy       | 67:82                     |        |
| 5.  | Litwa                | Kowno                | 31 lipca 2006    | turniej międzynarodowy       | 63:71                     |        |
| 6.  | Łotwa                | Kowno                | 1 sierpnia 2006  | turniej międzynarodowy       | 78:69                     |        |
| 7.  | Włochy               | Chieti               | 16 sierpnia 2006 | turniej międzynarodowy       | 51:78                     |        |
| 8.  | Litwa                | Chieti               | 17 sierpnia 2006 | turniej międzynarodowy       | 57:62                     |        |
| 9.  | Serbia               | Chieti               | 18 sierpnia 2006 | turniej międzynarodowy       | 64:69                     |        |
| 10. | Niemcy               | Chieti               | 19 sierpnia 2006 | turniej międzynarodowy       | 42:44                     |        |
| 11. | Słowenia             | Chieti               | 21 sierpnia 2006 | turniej międzynarodowy       | 65:69                     |        |
| 12. | Słowenia             | Chieti               | 22 sierpnia 2006 | turniej międzynarodowy       | 59:62                     |        |
| 13. | Holandia             | Gorzów Wielkopolski  | 29 sierpnia 2006 | mecz towarzyski              | 74:61                     |        |
| 14. | Holandia             | Stargard Szczeciński | 30 sierpnia 2006 | mecz towarzyski              | 80:52                     |        |
| 15. | Holandia             | Gorzów Wielkopolski  | 31 sierpnia 2006 | mecz towarzyski              | 89:71                     |        |
| 16. | Niemcy               | Rostock              | 6 września 2006  | eliminacje mistrzostw Europy | 57:71                     |        |
| 17. | Chorwacja            | Gorzów Wielkopolski  | 10 września 2006 | eliminacje mistrzostw Europy | 74:72                     |        |
| 18. | Szwecja              | Stargard Szczeciński | 13 września 2006 | eliminacje mistrzostw Europy | 91:53                     |        |
| 19. | Niemcy               | Gdynia               | 16 września 2006 | eliminacje mistrzostw Europy | 65:56                     |        |
| 20. | Chorwacja            | Gospic               | 20 września 2006 | eliminacje mistrzostw Europy | 54:74                     |        |
| 21. | Szwecja              | wyjazd               | 23 września 2006 | eliminacje mistrzostw Europy | 52:95                     |        |
| 22. | Szwecja              | Cetniewo             | 13 lipca 2007    | mecz towarzyski              | 69:52                     |        |
| 23. | Szwecja              | Cetniewo             | 14 lipca 2007    | mecz towarzyski              | 66:60                     |        |
| 24. | Szwecja              | Cetniewo             | 15 lipca 2007    | mecz towarzyski              | 77:68                     |        |
| 25. | Bułgaria             | Borowec              | 25 lipca 2007    | mecz towarzyski              | 74:65                     |        |
| 26. | Bułgaria             | Borowec              | 26 lipca 2007    | mecz towarzyski              | 84:88                     |        |
| 27. | Słowacja             | Szczyrk              | 7 sierpnia 2007  | mecz towarzyski              | 77:59                     |        |
| 28. | Słowacja             | Szczyrk              | 8 sierpnia 2007  | mecz towarzyski              | 66:71                     |        |
| 29. | Litwa                | Wilno                | 12 sierpnia 2007 | turniej międzynarodowy       | 54:47                     |        |
| 30. | Ukraina              | Wilno                | 13 sierpnia 2007 | turniej międzynarodowy       | 82:63                     |        |
| 31. | Niemcy               | Gdynia               | 22 sierpnia 2007 | mecz towarzyski              | 70:47                     |        |
| 32. | Niemcy               | Gdynia               | 23 sierpnia 2007 | mecz towarzyski              | 75:58                     |        |
| 33. | Finlandia            | Vantaa               | 29 sierpnia 2007 | eliminacje mistrzostw Europy | 68:63                     |        |
| 34. | Słowenia             | Gdynia               | 1 września 2007  | eliminacje mistrzostw Europy | 95:54                     |        |
| 35. | Finlandia            | Toruń                | 8 września 2007  | eliminacje mistrzostw Europy | 67:58                     |        |
| 36. | Słowenia             | Konjice              | 12 września 2007 | eliminacje mistrzostw Europy | 54:51                     |        |
| 37. | Izrael               | Lanciano             | 20 września 2007 | eliminacje mistrzostw Europy | 78:71                     |        |
| 38. | Czechy               | Lanciano             | 12 września 2007 | eliminacje mistrzostw Europy | 74:76                     |        |
| 39. | Chiny                | Wu Xi                | 17 maja 2008     | mecz towarzyski              | 73:91                     |        |
| 40. | Chiny                | Wu Xi                | 18 maja 2008     | mecz towarzyski              | 55:74                     |        |
| 41. | Litwa                | Druskienniki         | 12 lipca 2008    | mecz towarzyski              | 82:60                     |        |
| 42. | Litwa                | Druskienniki         | 13 lipca 2008    | mecz towarzyski              | 97:76                     |        |
| 43. | Białoruś             | Strasburg            | 25 lipca 2008    | turniej międzynarodowy       | 87:71                     |        |
| 44. | Francja              | Strasburg            | 26 lipca 2008    | turniej międzynarodowy       | 61:77                     |        |
| 45. | Kanada               | Strasburg            | 27 lipca 2008    | turniej międzynarodowy       | 61:40                     |        |
| 46. | Rumunia              | Gdańsk               | 8 sierpnia 2008  | mecz towarzyski              | 77:58                     |        |
| 47. | Rumunia              | Gdańsk               | 9 sierpnia 2008  | mecz towarzyski              | 94:56                     |        |
| 48. | Włochy               | Gdańsk               | 13 sierpnia 2008 | eliminacje mistrzostw Europy | 63:59                     |        |
| 49. | Turcja               | Adana                | 16 sierpnia 2008 | eliminacje mistrzostw Europy | 75:59                     |        |
| 50. | Finlandia            | Leszno               | 23 sierpnia 2008 | eliminacje mistrzostw Europy | 95:54                     |        |
| 51. | Bośnia i Hercegowina | Zenica               | 27 sierpnia 2008 | eliminacje mistrzostw Europy | 74:68                     |        |
| 52. | Włochy               | Bolonia              | 30 sierpnia 2008 | eliminacje mistrzostw Europy | 76:69                     |        |
| 53. | Turcja               | Stargard Szczeciński | 3 września 2008  | eliminacje mistrzostw Europy | 76:64                     |        |
| 54. | Finlandia            | Espoo                | 10 września 2008 | eliminacje mistrzostw Europy | 78:47                     |        |
| 55. | Bośnia i Hercegowina | Katowice             | 13 września 2008 | eliminacje mistrzostw Europy | 91:45                     |        |
| 56. | Słowacja             | Nitra                | 8 stycznia 2009  | mecz towarzyski              | 65:63                     |        |
| 57. | Belgia               | Władysławowo         | 13 maja 2009     | mecz towarzyski              | 101:63                    |        |
| 58. | Belgia               | Władysławowo         | 14 maja 2009     | mecz towarzyski              | 77:62                     |        |
| 59. | Turcja               | Stambuł              | 22 maja 2009     | turniej międzynarodowy       | 71:87                     |        |
| 60. | Hiszpania            | Stambuł              | 23 maja 2009     | turniej międzynarodowy       | 64:68                     |        |
| 61. | Białoruś             | Stambuł              | 24 maja 2009     | turniej międzynarodowy       | 87:70                     |        |
| 62. | Białoruś             | Gdynia               | 30 maja 2009     | mecz towarzyski              | 66:64                     |        |
| 63. | Białoruś             | Bydgoszcz            | 31 maja 2009     | mecz towarzyski              | 55:65                     |        |
| 64. | Łotwa                | Lipawa               | 7 czerwca 2009   | mistrzostwa Europy           | 52:86                     |        |
| 65. | Grecja               | Lipawa               | 8 czerwca 2009   | mistrzostwa Europy           | 62:60                     |        |
| 66. | Węgry                | Lipawa               | 9 czerwca 2009   | mistrzostwa Europy           | 60:53                     |        |
| 67. | Słowacja             | Ryga                 | 11 czerwca 2009  | mistrzostwa Europy           | 56:65                     |        |
| 68. | Hiszpania            | Ryga                 | 13 czerwca 2009  | mistrzostwa Europy           | 55:67                     |        |
| 69. | Czechy               | Ryga                 | 15 czerwca 2009  | mistrzostwa Europy           | 68:82                     |        |

Bilans
| mecze           |            |         |
|                 | zwycięstwa | porażki |
| ogółem          | 46         | 23      |
| dom             | 26         | 2       |
| wyjazd          | 12         | 10      |
| neutralny teren | 8          | 11      |